# Sprödbruch

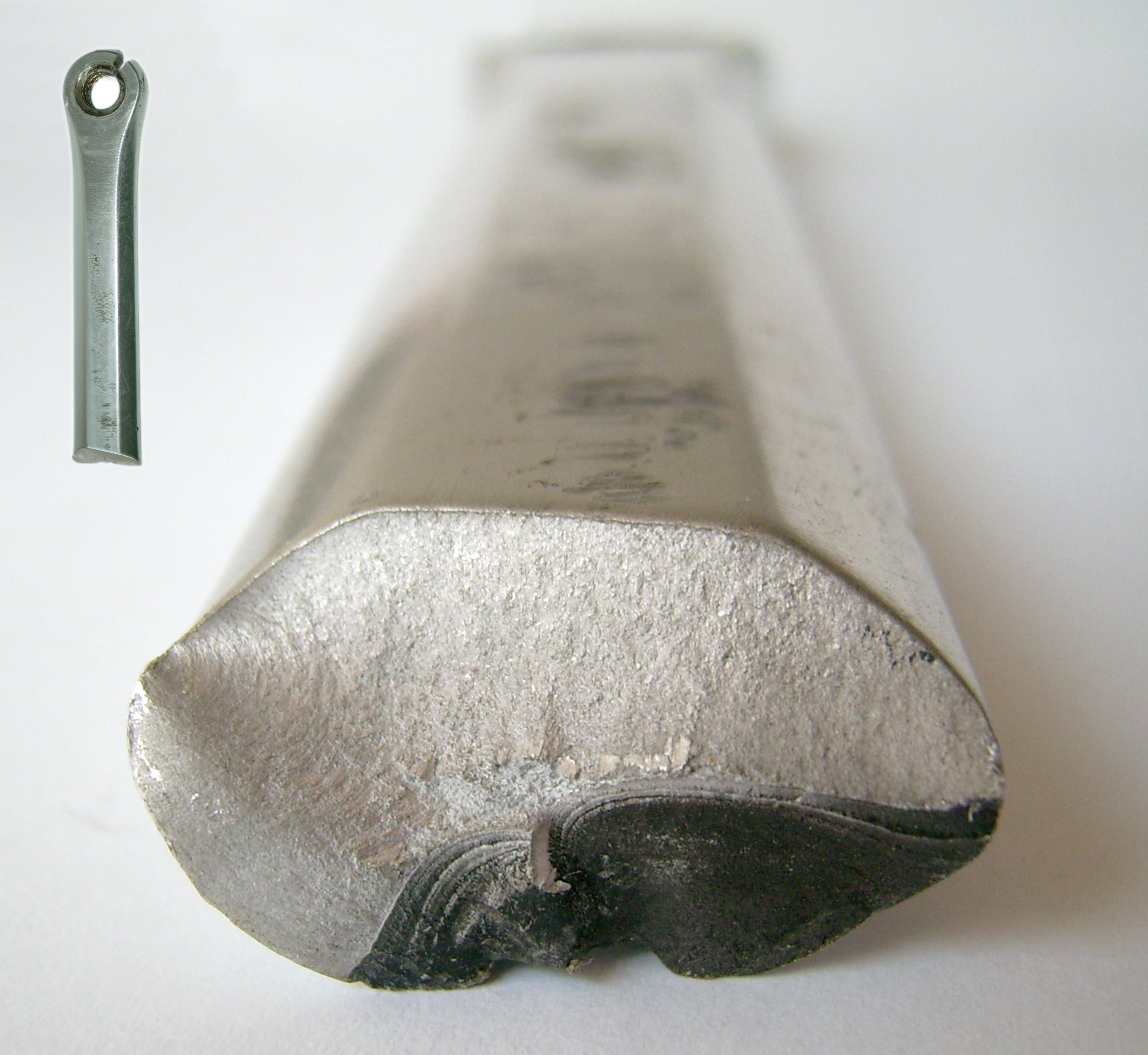
hell: finaler Spröd- / Gewaltbruch
an einem Pedalarm aus Aluminium
(dunkel: vorheriger Ermüdungsbruch mit Rastlinien)

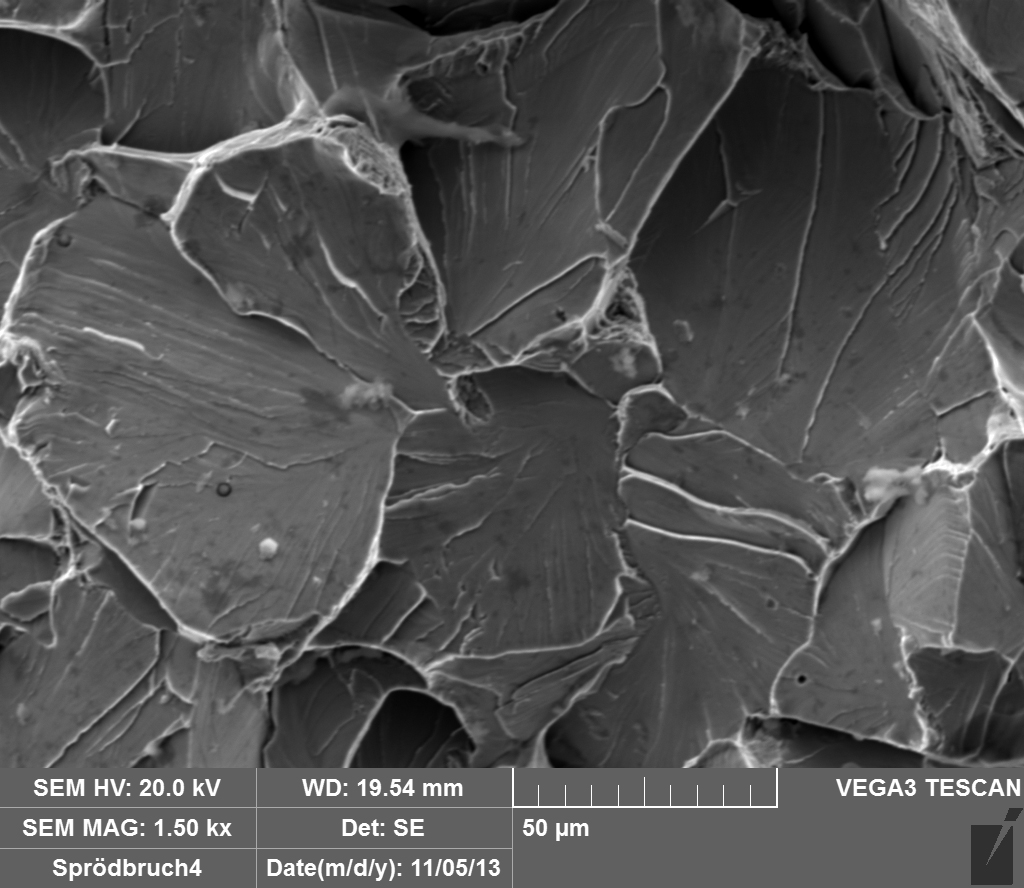
Rasterelektronenmikroskopische Aufnahme eines Sprödbruches

Mit Sprödbruch (auch Trennbruch, Spaltbruch oder Gewaltbruch) wird in der Bruchmechanik ein schlagartig auftretendes Materialversagen bezeichnet. Er tritt vor allem bei harten und spröden Materialien mit geringer Duktilität und Zähigkeit auf (typische Beispiele: Glas, Keramik, Eis). Die Bruchfläche eines Sprödbruchs erscheint im Vergleich mit einem Verformungsbruch (kristallin) glänzender und weniger matt.
Spröde Werkstoffe zeichnen sich im Spannungs-Dehnungs-Diagramm durch einen steilen Anstieg der Hookeschen Geraden aus, an deren Ende der Bruch ohne plastische Deformation erfolgt. Der Bruchbeginn erfolgt an mikroskopischen Materialfehlern, an denen sich mechanische Spannungen konzentrieren.
Sprödbrüche findet man nur bei einigen Metallen (die meisten brechen duktil / Verformungsbruch) und nur unter bestimmten Randbedingungen (technisch relevant im Kontext Schweißfähigkeit). So neigen Metalle mit kubisch-raumzentriertem sowie hexagonalem Kristallgitter, z. B. Roheisen und Chrom, zu Sprödbrüchen. Sie können jedoch auch bei Metallen auftreten, die bei Raumtemperatur duktil sind, wenn sie bei tiefen Temperaturen eine signifikante Abnahme der Kerbschlagzähigkeit aufweisen. Auch eine mehrachsige Beanspruchung begünstigt Sprödbrüche.
Sprödbrüche treten interkristallin oder transkristallin auf, Verformungsbrüche dagegen nur transkristallin (d. h. der Riss geht durch die Gefügekörner),
Restgewaltbrüche an Bauteilen unter dynamischer Last können entweder Verformungsbrüche oder Sprödbrüche sein.